# Édouard Muller
Édouard Muller (Neuilly-sur-Seine, 8 de juny de 1919 - Maisons-Laffitte, 28 de maig de 1997) va ser un ciclista francès que fou professional entre 1942 i 1955. En el seu palmarès destaca una victòria al Tour de França de 1951. Aquell mateix any fou segon a la París-Brest-París.

## Palmarès
- 1947
  - 1r del Tour de l'Oest i vencedor d'una etapa
  - Vencedor d'una etapa del Circuit de l'Indre
- 1950
  - Vencedor d'una etapa del Tour de l'Oest
- 1951
  - 1r de la París-Clermont-Ferrand
  - 1r de la París-Montceau-les-Mines
  - Vencedor d'una etapa del Tour de França
  - Vencedor d'una etapa del Tour de l'Oest

### Resultats al Tour de França
- 1947. 36è de la classificació general
- 1948. Abandona (12a etapa)
- 1949. 44è de la classificació general
- 1951. 41è de la classificació general. Vencedor d'una etapa
- 1952. Abandona (2a etapa)

### Resultats al Giro d'Itàlia
- 1951. Abandona